# Округ Лејк (Флорида)
Лејк (енгл. Lake County) је округ у америчкој савезној држави Флорида. По попису из 2010. године број становника је 297.052.

## Демографија
Према попису становништва из 2010. у округу је живело 297.052 становника, што је 86.524 (41,1%) становника више него 2000. године.
| Група             | 2000.           | 2010.           |
| Белци             | 177.285 (84,2%) | 221.365 (74,5%) |
| Афроамериканци    | 17.503 (8,3%)   | 29.103 (9,8%)   |
| Азијати           | 1.667 (0,8%)    | 5.173 (1,7%)    |
| Хиспаноамериканци | 11.808 (5,6%)   | 36.009 (12,1%)  |
| Укупно            | 210.528         | 297.052         |